# 民主制度分类
民主制度是指实现民主的相关政治制度，有多种分类方式。

## 从机构关系方面划分
- 总统制：立法机构与行政机构相互独立，如美国。立法机构有其固定的选举基础，构成其自身合法性的来源。最高行政权力亦有其独立的选举基础，构成其自身合法性的来源。

- 议会制：立法机构与行政机构相互依赖，如英国。最高行政权力必须受到议会中的多数支持，议会的不信任票可以使最高行政长官倒台。最高行政长官有解散议会、举行新选举的权力。

- 半总统制（又称雙首長制）：介于两者之间，如法国。总统由普选产生，掌握最高行政权，任免总理和组织政府；而总理对议会而不对总统负责,议会可以通过表决对政府的不信任亲来决定政府的去留。

## 從公民的政治權利的角度分類
可以說是決定性地界說該制度的特徵的分類方式，歷史上民主制曾經從古代起都被君主專制或貴族制所淘汰，直到近代才告復興，但有很多方案都漸被淘汰，參見民主的歷史。

### 另類的方案
- 直接民主制：
  - 雖被認為是最徹底的民主但其代價高昂。
  - 多數人認為源於原始社會的部落和氏族，具有酋長不世襲和土地公有，各個人保管狩獵工具和家人享用其採集的食物，但族人分享集體狩獵的獵物和定期表決重大事情。
  - 因為常被認為僅是代表均貧和把政治責任平均放到每個成員身上，又少有專門的官僚和推行義務兵役制， 在古代歷史漸被君主制和貴族制所取代。
  - 而在歷史時代發展於古希臘雅典民主。
  - 現代常以瑞士為代表，也有部分人認為巴黎公社類似。
  - 在最近在主流的代議制國家開始以公投的方式局部實現。
  - 在非常小的群體中常較常見，但其功能較狹隘的，例如學生會等組織。

- 統治階級內部民主，某些書使用勛閥政治稱呼。
  - 自然權利觀念不存，國內要有一定身分才被在政治生活中肯定。
  - 限制政治權利歸屬於由明確的統治階級內部的古典型民主制度:
  - 類似貴族制或寡頭制，只有少數人享有政治權利。
  - 不涉及現代社會中常和民主掛勾的眾多觀念，如自由、法治、人權等的推行，並且在根本反對平等和常有種族主義傾向，並幾乎肯定是性別歧視的。
  - 突出了多元權力和非君主制有在分權上較易的特點，成為現代民主制度的原型。所以在某些人的理解比現代民主國家的一黨獨大更理想。
  - 包括了古希臘(猶以雅典民主代表)和古羅馬共和國，或者在早期的西歐的資產階級民主，以相當高的納稅金作為有無權利的界線，或指定要擁有土地為富人的標緻。
  - 和貴族制的分別是有政治權利的人較多，貴族人數通常是十分狹窄在人口的百或千分之一級的少數，還再被細分等級和權責不同。
  - 但在限制性民主的公民在彼此間是平權，但此類民主制中實際可以參與政治事務的者，仍然不足人口的十分之一。
  - 缺點是其違反平等的原則和具有種族主義色彩又不保障少數派，現代漸被各國政治層面上所淘汰了，英國上議院算是某程度的殘存。
  - 近現代一部分國家只實行統治的種族或族群民主權利，即使統治的族群佔不了人口的過半，包括了十九世紀至二十世紀中的的玻利維亞，二十世紀的南非都只屬於白人統治。現代僅有以色列，在很多媒體上都常把稱為民主國家，和現時主流的標準有重大衝突。
  - 卻為很多非政府組織中傳承了這些制度，在上市公司中也以股分多少來決定權力分配，或者宗教組織中只限於一些長老或幹部可以選舉其領袖。

- 民主集中制:
  - 常見於革命產生的新政府，因為對舊政權秋後算帳，又禁止反對派存在的另類政體。雛型見於英格蘭共和國和雅各賓專政，而現代主要是指共產主義國家的無產階級專政及人民民主專政。
  - 優點是得到了人民的真心擁戴和支持而成立的，並把社會上的利益重新分配，使到世代被世襲的統治者壓逼的平民可以翻身，所以在合法性和認受性上有絕對的優勢。
  - 但首要缺點在第一代開國領袖逝世後，因為缺乏了具公信力的權力更換機制，便很易出現人民的信心危機了。
  - 因為常把公民身分當作責任而不是權利，又只有贊成而沒有反對的自由。當在擊敗了敵人的外國干涉和反動勢力後，國民很可能要更多的政治權利作為戰利品，而拒絕再為國家犧牲個人的利益。
  - 由於傾向了多數人暴政或極權民主，人民不易表現自己的想法，缺乏了自由而喪失了「作為個人」開放性，而僅有「作為整體」的共和主義而非民主原則。
  - 能夠延續的條件主要是達成黨內民主和集體領導，結果又打回了統治階級專屬的有限民主或寡頭(貴族)制觀念去。
  - 而後來除利比利亞和羅馬尼亞直接被反對派武力推翻，其他都多半由上而下主動實際發展成自由民主，現代唯中華人民共和國堅持。

### 現代主流的民主制
- 普選的代議制:
  - 現代民主制的主流，甚至一般人一提民主便想起普選和自由民主。
  - 各種勢力和意見都可以合法和公開地表達，通常也表現在三權分立和代議政制的成熟和穩定上並推行憲法。
  - 雖不表示能實現所有民主的目標，但可以保障權力的更迭的合法性。
  - 第一次有較多人參與的是獨立後的美國，沒有以繳納稅金作為全國性的政治權利的界線，但仍然只限於男性白人才有權的，而且最有實權的州或以下的地方的權力，仍然不開放給城市的工人階級。
  - 一般認為普選制是美國誕生的，首先在1860年代初各州廢止了以納稅多少作為有無權的界線，並從南北戰爭後廢止了黑奴制度和種種對於女權的限制。
  - 而最近代議制有向半直接民主過渡的傾向。
  - 缺點是過分地保障私有財產制和允許人表露其傳統的偏見，故較難做到全面的平等，而在以往的共產國家的宣傳中，常被混淆了古老的限制性民主，一律稱為資產階級民主。
  - 因為有實際決策權的人很少，所以很易被貪腐所侵蝕。

### 未完成的民主制
因為民主化其實有相當風險的，很多本意為了民主的國家，會陷入內亂和無法狀態中，會可能產生的這樣的情況。
- 無支配體制 沒有一個明確權力中心，人民也無法可依的，有人認為葉利欽時的俄羅斯類似，現在代表有索馬里和肯亞與辛巴威或阿富汗是此類。
- 無政府狀態 沒有具威信執行法律的公權力組織存在，在上世紀末到新世紀初的索馬里。
- 僭主制 類似失敗國家，可能有民選的領袖但缺合法性，而且因為種種原因，例如選舉在外國干預下進行，又可能依賴不正當手段當選，或者反對派的群眾不想服從他的，現在有伊拉克或敘利亞等。

## 從元首的地位劃分
- 共和制，即元首是作為民意代表而產生，通常經過普選產生。有時會因為革命或政變產生，如果不再經選舉來確認其合法性，意味民主制度不是未過關或已經失效，這個國家雖仍然是共和國但並不算民主。
- 君主立憲，以君主制方式產生的通常世襲的君主，但在憲法下君主權力有限，而現代的更通常實權在普選產生的首相上。

## 从政党政治制度划分

### 未實現多黨政治的一党制
實際上可以說在這情形下民主形同失敗的狀態或止於起步階段，可能會由政府宣告禁止執政黨外的政黨活動，經常在革命和戰爭時期發生的。这类政党制度下，执政党始终不变。准确说，一党制不是一种“民主”制度，但可以认为这是“民主”的一种极端形式——“不民主”，因為其首見英格蘭共和國和法國大革命等初期的民主實驗。
- 一党集权制。这类政党制度只允许一个政党存在，其他政党都被宣布为非法并遭取缔。如法西斯主義统治时期的政党制度。

- 一党專政制。这类政党制度明确规定一个政党的执政地位，允许其他政党存在，但是不允许它们竞争执政地位。如中华人民共和国和解除戒严前的中華民國，其他相似的例子還有以前利比里亞和一部舊華沙條約成員國在當時的情形。

### 已實現多黨民主制度
即法律上允許多個政黨存在並競爭，但不表示在所有方面滿足民主的訴求，但都已經符合對民主的基本要求。
- 一黨獨大，即未實現政黨輪替的國家的新興民主國，執政黨一直保持領導位，雖然反對黨存在，但從未足以取代執政黨的地位。包括了現在的俄羅斯、南非、新加坡，在民主化起一直由同一個政黨領導。和在上世紀末前的日本、墨西哥、韓國等，亦由單一政黨實際壟齗各任的領袖數十年之久。這種國家的民主也意味還未成熟到證明了政府和平更迭的穩定性，如現在的俄羅斯或五十到八十年代的南韓，都有向威權主義反覆的傾向。
- 兩黨制：这类政党制度在法律上允许多个政党存在，而且它们都可以通过选举谋求执政地位，但是受政治传统、选举制度等因素的影响，只有两个政党有执政的可能性，形成了两个党派轮流把持执政地位的局面。最典型的两党制国家有英国、美国、澳大利亚、新西兰、加拿大。
- 多党制：这类政党制度从法律上允许多个政党存在，而且也有三个或三个以上的政党有执政的可能性。
  - 温和多党制。这些政党，或单独执政，或与其他党派联合执政。所谓“温和”，是指这些政党在意识形态上比较接近。如德国、瑞典、荷兰、丹麦、瑞士、卢森堡。
  - 极化多党制。政党与政党之间意识形态上的分歧比较大，难以达成共识，导致政党组合和政府交替频繁。如法国和意大利。

## 從投票制度上劃分
- 單一選區制
- 比例代表制